# Galeodes rhamses
Galeodes rhamses är en spindeldjursart som beskrevs av Roewer 1934. Galeodes rhamses ingår i släktet Galeodes och familjen Galeodidae. Inga underarter finns listade i Catalogue of Life.